# Campionati norvegesi di sci alpino 1984
I Campionati norvegesi di sci alpino 1984 si svolsero a Hemsedal e Oslo tra il 2 e il 5 febbraio; furono assegnati i titoli di discesa libera, slalom gigante, slalom speciale e combinata, sia maschili sia femminili.

## Risultati

### Uomini

#### Discesa libera
| Pos. | Atleta       | Nazione  |
| ---- | ------------ | -------- |
| 1    | Dan Thorland | Norvegia |
| 2    | Even Hole    | Norvegia |
| 3    | Nils Een     | Norvegia |

Data: 2 febbraio

Località: Hemsedal

#### Slalom gigante
| Pos. | Atleta       | Nazione  |
| ---- | ------------ | -------- |
| 1    | Roger Thun   | Norvegia |
| 2    | Torjus Berge | Norvegia |
| 3    | Hølje Tefre  | Norvegia |

Data: 4 febbraio

Località: Oslo

#### Slalom speciale
| Pos. | Atleta             | Nazione  |
| ---- | ------------------ | -------- |
| 1    | Roger Thun         | Norvegia |
| 2    | Henrik Smith-Meyer | Norvegia |
| 3    | Frode Hovland      | Norvegia |

Data: 5 febbraio

Località: Oslo

#### Combinata
| Pos. | Atleta        | Nazione  |
| ---- | ------------- | -------- |
| 1    | Rolf Bjørne   | Norvegia |
| 2    | Hølje Tefre   | Norvegia |
| 3    | Lasse Arnesen | Norvegia |

### Donne

#### Discesa libera
| Pos. | Atleta           | Nazione  |
| ---- | ---------------- | -------- |
| 1    | Torill Fjeldstad | Norvegia |
| 2    | Gry Opheim       | Norvegia |
| 3    | Vibeke Hoff      | Norvegia |

Data: 2 febbraio

Località: Hemsedal

#### Slalom gigante
| Pos. | Atleta         | Nazione  |
| ---- | -------------- | -------- |
| 1    | Vibeke Hoff    | Norvegia |
| 2    | Kjersti Nilsen | Norvegia |
| 3    | Eli Hårdnes    | Norvegia |

Data: 4 febbraio

Località: Oslo

#### Slalom speciale
| Pos. | Atleta               | Nazione  |
| ---- | -------------------- | -------- |
| 1    | Karine Hesle         | Norvegia |
| 2    | Kjersti Nilsen       | Norvegia |
| 3    | Anne Kathrine Fossli | Norvegia |

Data: 5 febbraio

Località: Oslo

#### Combinata
| Pos. | Atleta            | Nazione  |
| ---- | ----------------- | -------- |
| 1    | Vibeke Hoff       | Norvegia |
| 2    | Gry Opheim        | Norvegia |
| 3    | Tordis Jonsdottir | Norvegia |